# Мармарай (тунель)
41°01′11″ пн. ш. 28°59′48″ сх. д. / 41.019722222222° пн. ш. 28.996666666667° сх. д.
Тунель Мармарай (тур. Marmaray Tüneli) — підводний залізничний тунель довжиною 13,5 км у Стамбулі, Туреччина, під протокою Босфор, який сполучає Казличешме, Зейтінбурну в Європі та Айриликчешмесі в Азії. 
Тунель складається з двох одноколійних тунелів з трьома станціями: Єнікапи, Сіркеджі та Ускюдар.
Тунель Мармарай був відкритий для пасажирських перевезень 29 жовтня 2013 року. 
У березні 2019 року було завершено наземну частину проекту Мармарай і через тунель почали здійснувати звичайний рух поїздів, включаючи приміські (уся лінія), YHT та вантажні перевезення. 
Тунель є найглибшим зануреним трубним тунелем у світі.

## Історія

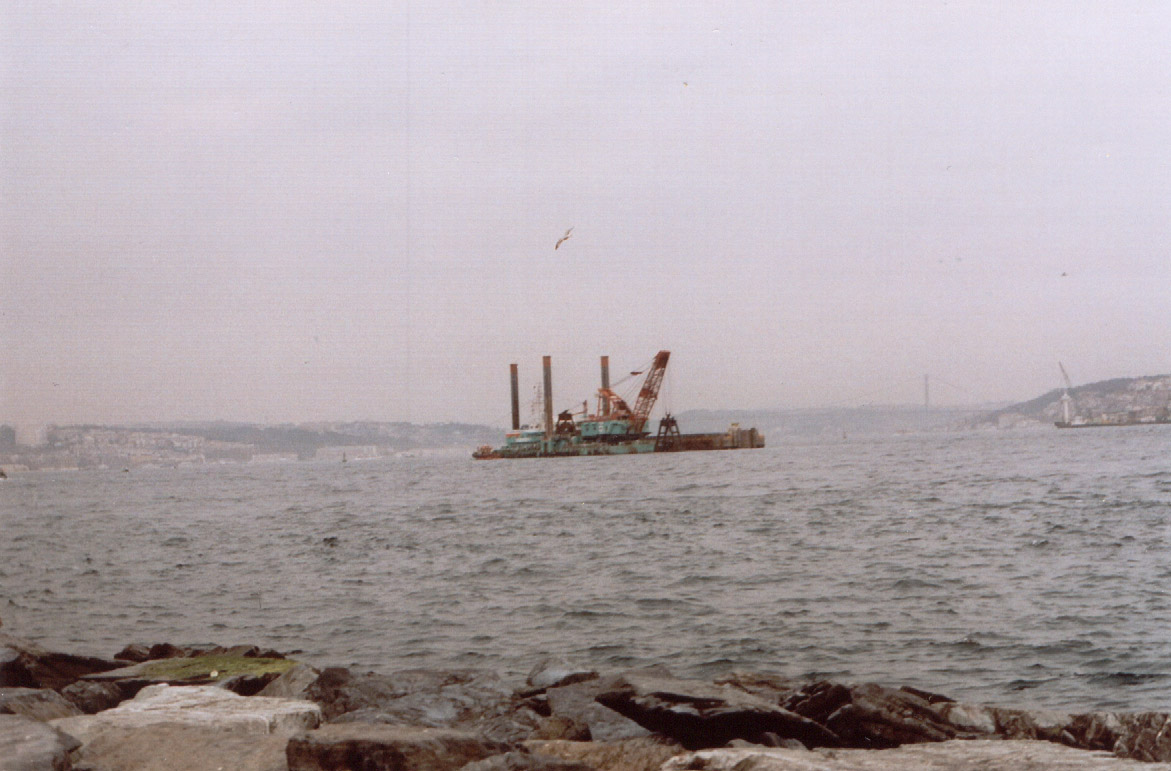
Баржа, що монтує сегменти тунелю, Босфор, 2007

Плани будівництва сучасного транс-Босфорського тунелю були запропоновані в 1997 році на основі техніко-економічного обґрунтування десять років тому, а необхідне фінансування було забезпечено в 1999 році. 
Підготовчі роботи над проектом розпочалися в 2001 році. 
Будівництво розпочалося у травні 2004 року. 
Тунель було побудовано турецько-японським консорціумом на чолі з Taisei Corporation. 
Будівництво тунелю було завершено 20 жовтня 2008 року, а рейки були смонтовані в 2009 році. 
Завершення проекту було відкладено через археологічні відкриття поблизу Сіркеджі, з артефактами віком 8000 років тому. 

Тестові випробування почалися 6 серпня 2013 року, а експлуатацію розпочато 29 жовтня з церемонії в Ускюдарі . 

## Операції

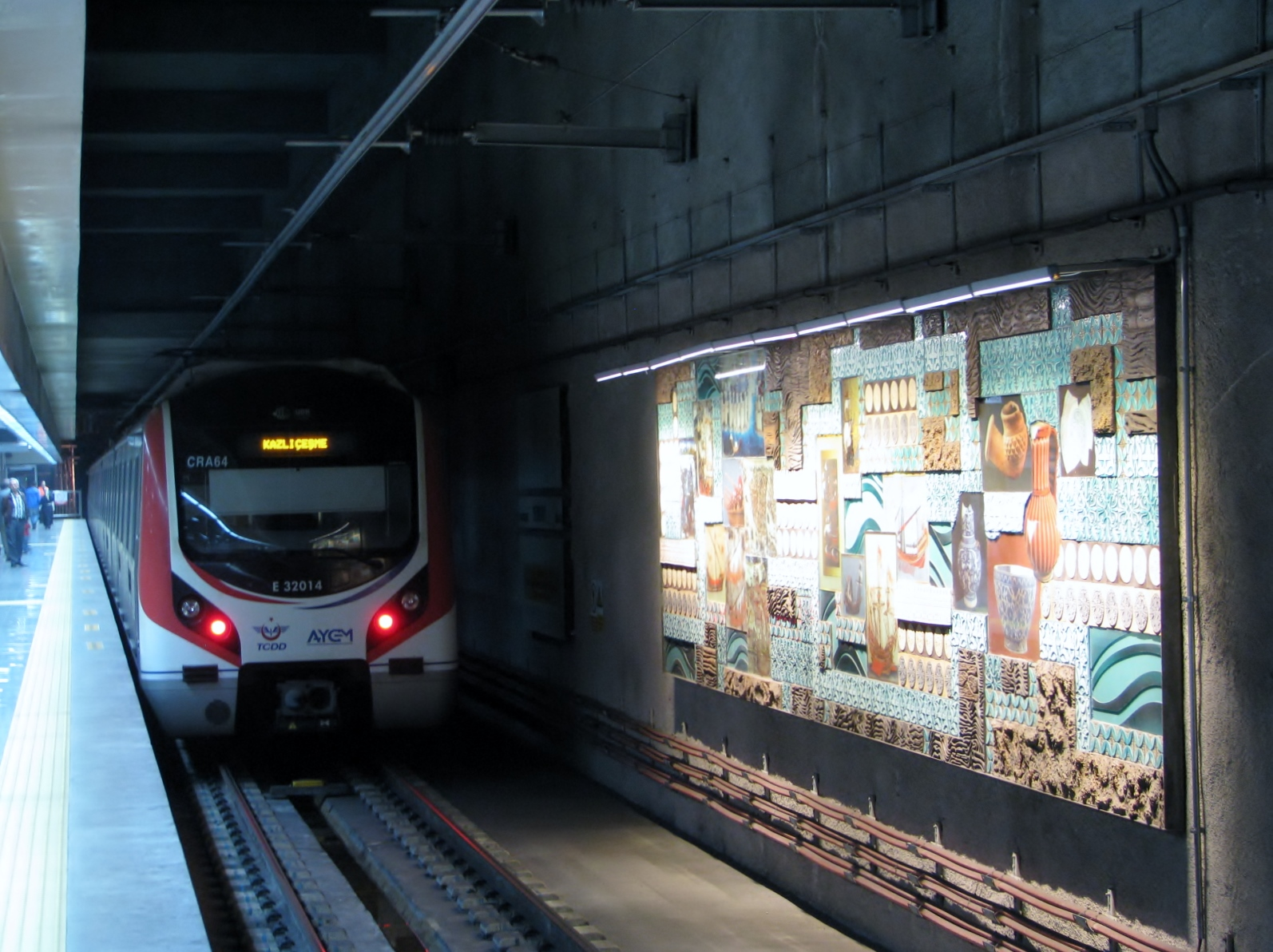
Поїзд Мармарай на станції Єнікапи

Турецькі державні залізниці володіють тунелем, а поїзди обслуговує TCDD Taşımacılık. 
Обидва тунелі електрифіковані повітряним проводом 25 кВ змінного струму 50 Гц.
Західний портал тунелю знаходиться в Казличешме, Зейтінбурну на фракійській стороні міста, на захід від Фатіха. 
З трьох колій, які підходять до західного порталу, дві з них входять в тунель, а третя колія продовжується до станції Сіркеджі.
Східний портал тунелю розташований в  Айриликчешмесі, Кадикьой в анатолійській частині міста. 
Станція Айрилик-Чешмесі розташована прямо біля східного порталу. 
Після станції Айрилик-Чешмесі дві колії з'єднуються із залізницею Стамбул — Анкара, від станції Гайдарпаша, і прямує у напрямку Гебзе та Анатолії.
Станом на листопад 2017 року TCDD Taşımacılık здійснює 164 рейси туди й назад між Казличешме та Айрилік Чешмесі з інтервалами що 5 хвилин у години пік до 10/15 хвилин у не-пікові години. 
Всього в тунелях Мармарай щодня курсує 328 регулярних поїздів.

## Інженерія
Підводна частина тунелю Мармарай є найглибшим зануреним трубним тунелем у світі, його найглибша точка знаходиться на глибині 60 м нижче рівня моря. 
Ця дистанція тунелю має довжину 1387 м і складається з 11 секцій, спущених баржами на Босфорі. 
Вісім із цих секцій мають довжину 135 м, дві з них мають довжину 98,5 м, а одна — 100 м. 
Ці занурені трубчасті тунелі з’єднані через тунелі глибокого закладення з обох сторін. 
 
Перед тим як змонтувати тунельні секції, частину грунту під Босфором потрібно було зміцнити. 
Це було зроблено шляхом опускання бетонних паль довжиною 4 — 10 м, які стабілізували місцевість. 
Секцій були зібрані у сухих доках на Тузлі та протестовані у Буйюкада. 
Після випробувань їх буксири перетягнули на свої позиції на південному кінці Босфору. 

Після того, як тунелі були змонтовані на місце, їх накрили наповнювачем, зневоднювали та герметизували. 

Тунелепрохідницькі машини використовувалися для буріння тунелів під землею. 
Підземна частина тунелю складається з двох трубних тунелів, кожен з яких має одну колію. 
У кожній трубі є пішохідні доріжки.